# Leadership Conference of Women Religious
Leadership Conference of Women Religious (skr. LCWR) – amerykańskie stowarzyszenie przełożonych żeńskich zakonów katolickich. Głównym celem Konferencji jest asystowanie członkiniom w niesieniu ewangelizacyjnej posługi przywódczej. Konferencja została założona w 1956 roku. LCWR liczy ponad 1,5 tys. członkiń, które reprezentują ponad 80% z 57 tys. zakonnic w USA. 

## Cele
- współpraca w ramach Kościoła katolickiego i ze społeczeństwem na rzecz zmiany społecznej,
- badanie znaczących trendów i problemów w Kościele i społeczeństwie,
- solidaryzowanie się z osobami doświadczającymi jakiejkolwiek formy przemocy i ucisku,
- tworzenie i rozpowszechnianie materiałów dotyczących umiejętności związanych z przywództwem religijnym[1].

## Władze
Konferencja jest zarządzana dzięki współpracy sześciu osób: przewodniczącej, byłej przewodniczącej, przewodniczącej - elektki, skarbniczki, sekretarki i dyrektorki wykonawczej. Przewodniczącą LCWR jest Pat Farrell, zastępczyni przełożonej Zakonu Sióstr Franciszkanek (Dubuque, Iowa). Byłą przewodniczącą jest Mary Hughes, przełożona Zakonu Sióstr Dominikanek (Amityville, Nowy Jork), a elektką Florence Deacon, przełożona Zakonu Sióstr Franciszkanek (St. Francis, Wisconsin). Skarbniczką jest Sheila Megley z Zakonu Sióstr Miłosierdzia Bożego, a sekretarką Barbara Blesse, wikariuszka Zakonu Sióstr Dominikanek (Springfield, Illinois). Dyrektorką wykonawczą Konferencji jest Janet Mock.